# Fiat BR.20
De Fiat B.R.20 “Cicogna” (ooievaar) is een Italiaanse middelzware bommenwerper die vanaf het midden van de jaren 30 tot aan het einde van de Tweede Wereldoorlog in productie was.
Toen het toestel in 1936 in dienst trad, was het de enige geheel metalen bommenwerper van de Italiaanse luchtmacht (“Regia Aeronautica”), alsmede een van de modernste in haar klasse.
De vuurdoop vond in 1937 plaats, toen het toestel met de tekens van de “Aviazione Legionaria” op de vleugels deelnam aan de Spaanse Burgeroorlog. Tijdens de vijandelijkheden vormde de Fiat B.R.20 samen met de Duitse Heinkel He-111 de ruggengraat van de bombardementsvloot van de Nationalisten. Daarna werd het toestel ook met succes ingezet door de Japanse legerluchtmacht gedurende de Chinees-Japanse oorlog.
Toen Italië in 1940 Frankrijk aanviel en daarmee toetrad tot de Tweede Wereldoorlog, bestond de Italiaanse bombardementsvloot voornamelijk uit Fiat B.R.20’s. Maar het ontwerp begon inmiddels al tekenen van ouderdom te vertonen. Vanaf 1942 werden ze eigenlijk alleen nog maar ingezet voor maritieme verkenningsdoeleinden alsmede als opleidingstoestel voor bommenwerperbemanningen.
Tot aan het einde van de oorlog werden er zeker meer dan 500 stuks geproduceerd.

## Geschiedenis

### Ontwerp en ontwikkeling
Ontworpen door de ingenieur Celestino Rosatelli, eerder reeds verantwoordelijk voor Fiat’s beroemde dubbeldekkers zoals de C.R.42, was de Fiat B.R.20 een laagdekker met een geheel metalen structuur, bekleed met een mix van duraluminium en doek. Opmerkelijk was de indeling van het bommenruim, waar de bommen horizontaal in opgeslagen waren. Dit in tegenstelling tot de normale indeling van Italiaanse toestellen destijds die, net als veel Duitse toestellen, de bommen verticaal meevoerden, hetgeen overigens nadelen had voor de precisie.
De B.R.20 wordt wel beschouwd als de eerste moderne bommenwerper van de Regia Aeronautica, hoewel de eerste vlucht onder leiding van testvlieger Enrico Rolandi pas in februari 1936 plaatsvond. Dit was bijna een jaar later dan de eerste vlucht van de S.M.79 Sparviero (Sperwer), die echter oorspronkelijk bedoeld was als passagiers- en competitievliegtuig.
De poten van het landingsgestel van de B.R.20 werden achterwaarts ingetrokken in de motorgondel, waarbij een deel van de wielen buiten bleef. Het staartwiel kon niet ingetrokken worden, net als bij de S.M.79.
Behalve het bommenruim, was ook de keuze voor een tweemotorige uitrusting een breuk met de traditie. In de jaren 30 was het grootste deel van de Italiaanse zware toestellen met drie motoren uitgerust vanwege problemen met de betrouwbaarheid van de modernere krachtbronnen die meer vermogen leverden. De tweemotorige lay-out vergemakkelijkte het werk van de bommenrichter, die nu voor in de neus plaats kon nemen alsmede de effectiviteit van het richtsysteem.
Hoewel de B.R.20 al met al geen slecht toestel was, qua prestaties vergelijkbaar met de Duitse Dornier Do 17, werd ze gedurende haar gehele carrière geplaagd door problemen aan de motoren. Deze Fiat RC.41 ontwikkelden weliswaar 1.000pk per stuk, maar zorgden steeds voor problemen bij het grondpersoneel. Hierdoor wordt het toestel op operationeel vlak vaak in de schaduw gesteld van driemotorige vliegtuigen als de CANT Z.1007bis Alcione, die ondanks haar houten structuur waarschijnlijk de beste in serie gebouwde bommenwerper van de Italiaanse luchtmacht was, en de S.M.79 “Sparviero”. Daarnaast was de B.R.20 op sportief vlak ook al een keer verslagen door de Savoia-Marchetti machine, tijdens de snelheidskoers Istres-Damascus-Parijs van 1937. Bij aankomst was het gehele podium voor de “Sparviero”, terwijl de “Cicogne” genoegen moesten nemen met plaats 5 en 6.
Zoals zo vaak bij Italiaanse militaire toestellen, was de defensieve bewapening niet afdoende, hetgeen een beperking vormde voor de operatieve mogelijkheden. De situatie werd nog verergerd door de geschutskoepels, die niet alleen moeilijk te bedienen waren maar door hun complexiteit vaak ook slecht functioneerden:
- De half-intrekbare Fiat “MI” rugkoepel, uitgerust met een 12,7 mm Breda-SAFAT ter vervanging van de dubbele 7,7 mm opstelling van de Fiat “DR” koepel van het prototype, had met enige regelmaat last van weigeringen.
- De achterwaarts vurende “onderkaak” schutterspositie in de buik van het toestel, uitgerust met een 7,7 mm mitrailleur, had een complex hydraulisch systeem dat moeilijk in het gebruik was.
- De voorwaarts vurende “Breda R” toren, uitgerust met een enkele 7,7 mm mitrailleur, moest met de hand bediend worden. Vanaf de B.R.20 M-versie werd deze vervangen door een veel eenvoudiger te bedienen Fiat “H” toren.

De eerste in serie geproduceerde versie (die als “B.R.20” de boeken in ging) bleef tot aan het eind van 1939 in productie. Er werden in totaal 233 exemplaren van gebouwd.

### Operationele Geschiedenis

#### Regia Aeronautica
Toen de 13e ‘Stormo Bombardamento Terrestre’ (“landbommenwerpers”), gestationeerd in Lonate Pozzolo, eind 1936 met de ‘Cicogna’ uitgerust werd, was ze waarschijnlijk de modernste bommenwerpereenheid ter wereld.
De eerste operationele acties werden tijdens de Spaanse Burgeroorlog gevlogen. Een door de Italiaanse dictator Benito Mussolini gestuurde expeditie-luchtmacht, de “Aviazione Legionaria”, nam zowel overdag als ’s nachts deel aan bombardementsvluchten.
Toen Italië toetrad tot de Tweede Wereldoorlog door aan Duitse zijde Frankrijk binnen te vallen, beschikte de Regia Aeronautica over 219 toestellen, waarvan er echter maar 132 operationeel waren. Daarnaast begon vanaf begin 1940 de nieuwe versie B.R.20M bij de verschillende eenheden te arriveren. De toestellen werden ingezet voor bombardementsvluchten tegen doelen in Zuid-Frankrijk.

## Corpo Aereo Italiano
Op 10 september 1940 werd de “Italiaanse Luchtvaartafdeeling” oftewel het “Corpo Aereo Italiano” in het leven geroepen, bestaande uit de 13e en 43e ‘Stormo’ die uitgerust waren met 80 splinternieuwe Fiat B.R.20, om deel te nemen aan de Slag om Engeland zij aan zij met de Duitse Luftwaffe. Tijdens de vlucht naar België gaan er overigens, door het ontbreken van een gedegen blindvliegtraining alsmede geschikte instrumenten in combinatie met slechte weersomstandigheden, 5 toestellen verloren en zien nog eens 17 anderen zich gedwongen op andere vliegvelden langs de route te landen. De eerste missie vindt plaats op 24 oktober wanneer het 13e en 43e ‘Stormo’ met elk acht toestellen een aanval uitvoeren op Harwich. Eén toestel gaat door motorpech bij het opstijgen verloren, terwijl nog twee anderen op de terugweg verdwalen waardoor de bemanningen zich genoodzaakt zien zich met valschermen te redden als de benzine opraakt. Op 29 oktober bombarderen 15 toestellen van het 43e ‘Stormo’ overdag Ramsgate, zonder eigen verliezen. Op 11 november vindt een harde strijd plaats waarbij 10 B.R. 20’s van het 43e, geëscorteerd door Fiat CR.42 jagers (en niet door Fiat G.50’s zoals wel gedacht wordt) een aanval uitvoeren op Harwich. De groep wordt onderschept door Hurricane’s van de RAF waarbij drie bommenwerpers neergeschoten worden en er nog eens drie averij oplopen.
De B.R.20’s voerden vervolgens nog zonder verliezen te leiden aanvallen uit op Ipswich en Harwich in de nachten van 5, 17, 20 en 29 november en nog eens driemaal in december. Na nog twee nachtelijke aanvalsvluchten in januari, keert het 43e op 10 januari naar Italië terug, aan het eind van dezelfde maand gevolgd door de Fiat jagers van het 13e.
Gedurende deze 12 operaties klokken de B.R.20’s in totaal 315 vlieguren waarbij 54.320 kg bommen afgeworpen worden. Twintig toestellen gaan verloren, waarvan echter maar drie door vijandelijk vuur. Het dodental onder de Italiaanse bemanningen loopt uiteindelijk op naar 15.

## Andere fronten
De B.R.20’s kwamen daarna nog in het gehele Middellandse Zeegebied in actie. Mettertijd werden de toestellen echter meer en meer ingezet voor verkenningsmissies op lange afstand, voornamelijk boven de Balkan, waar de toestellen op zoek gingen naar partizanenactiviteit.
Tijdens de wapenstilstand op 8 september 1943 zijn er nog slechts 81 B.R.20’s operatief, die vervolgens worden ingezet voor opleidingsdoeleinden voor bommenwerper- en transportbemanningen. Aan het einde van de oorlog zijn er nog slechts een handvol Cicogna’s luchtwaardig.

#### Andere Landen
- Japan: 85 exemplaren. Eind 1937 was Japan verwikkeld in de tweede Chinees-Japanse oorlog toen de noodzaak ontstond om haar Kwantung-leger, gelegerd in de marionettenstaat Mantsjoekwo, met effectieve bommenwerpers te bewapenen die de door de Sovjet-Unie geleverde Polikarpov jachtvliegtuigen van de Chinese republiek konden weerstaan. In het licht van de tijdens de Spaanse Burgeroorlog behaalde operationele successen, bestelde de Japanse overheid bij haar recente bondgenoot Italië 72 stuks B.R.20 toestellen (een tweede order volgde een jaar later), Fiat A.80 reservemotoren, reserveonderdelen en munitie voor een waarde van 230.000.000 Lire. Daarmee werd deze order de allergrootste exportopdracht in de geschiedenis van de Italiaanse vliegtuigindustrie. De eerste toestellen kwamen in januari 1938 in de haven van Dairen aan en werden vervolgens in Kungchuling, waar het voornaamste bommenwerpervliegveld van Manchukuo was, gemonteerd. Japan had daarbij echter ook behoefte aan opleiding voor de bemanningen, een trainingsmissie die onder leiding kwam te staan van de Italiaanse officier Enrico Bonessa. De Fiat B.R.20’s, die bij de Japanners ingeschreven werden als Zware legerbommenwerper Type 1 (De geallieerde codenaam tijdens de Tweede Wereldoorlog was “Ruth”[9]), werden gebruikt door de “Dai-Nippon Teikoku Rikugun Kōkū Hombu, de Japanse keizerlijke luchtmacht, tijdens de Tweede Chinees-Japanse oorlog en tijdens de nooit afgekondigde oorlog met de Sovjet-Unie. Vanaf bases aan de kust voerden ze bombardementsvluchten uit op steden in het binnenland die nog altijd in Chinese handen waren. Maar reeds vanaf de zomer van 1938 begon de vervanging van het type met Japanse Mitsubishi Ki-12 bommenwerpers.
- Spanje: De 9 B.R.20 toestellen die met de Aviazione Legionaria naar Spanje gestuurd werden overleefden het conflict en werden in 1939 overgenomen door de Spaanse luchtmacht.
- Venezuela: 1 exemplaar.
- Hongarije: 2 exemplaren.
- Kroatië: In januari 1994 ontvingen de twee bommenwerpersquadrons van het Kroatische Luftwaffen-Legion[10], een Duits-Kroatische afdeling binnen de Luftwaffe, een totaal van 3 B.R.20’s (naast 3 CANT Z.1007 bis toestellen) als opleidingstoestellen voor bommenwerperbemanningen.

## Varianten
- B.R.20A: in 1937 werden voor deelname aan de wedstrijd Istres-Damascus-Parijs twee civiele varianten gebouwd. Ze hadden geen bewapening en werden gekenmerkt door een ronde neus en een groot vliegbereik. De beide toestellen werden 6e en 7e in de eerste etappe.
- B.R.20L Santo Francesco: civiele variant waarvan in 1939 een enkel exemplaar gebouwd werd. Het toestel had een verbeterde aerodynamica, verlengde neus en extra brandstoftanks. Het werd op 6 maart 1939 door Maner Lualdi gebruikt voor een non-stop vlucht van Rome naar Addis Abeba. De gemiddelde snelheid over de hele vlucht lag op 404 km/h.
- B.R.20M: variant van de originele B.R.20 die aanvang 1940 in productie ging. Ze werd gekenmerkt door een enkele decimeters langere, nieuw ontworpen neus met veranderd raamwerk en een nieuwe, makkelijker te bedienen, Fiat “H” toren voor het machinegeweer. Tot aan de lente van 1942 werden er 264 van gebouwd.
- B.R.20C: prototype met een 37mm kanon in de neus. Op een foto van de mock-up is te zien dat er nog twee machinegeweren wederzijds van het kanon gepland waren. Deze type-indicatie wordt ook wel gebruikt voor een B.R. 20 met een neuswielopstelling, in plaats van het traditionele staartwiel. Deze zou dan waarschijnlijk geïnstalleerd zijn om het door het zware kanon verplaatste zwaartepunt op de vangen. Het toestel werd door de Agusta-fabrieken gebouwd.
- B.R.20bis: evolutie van het B.R. 20 project waarvan tussen maart en juli 1943 15 exemplaren werden vervaardigd. Het had een nieuwe, volledig glazen neus en nieuwe “puntige” richtingsroeren. Daarbij was het staartwiel intrekbaar, de defensieve bewapening verbeterd en had het toestel nieuwe motoren.

## Nog bestaande exemplaren

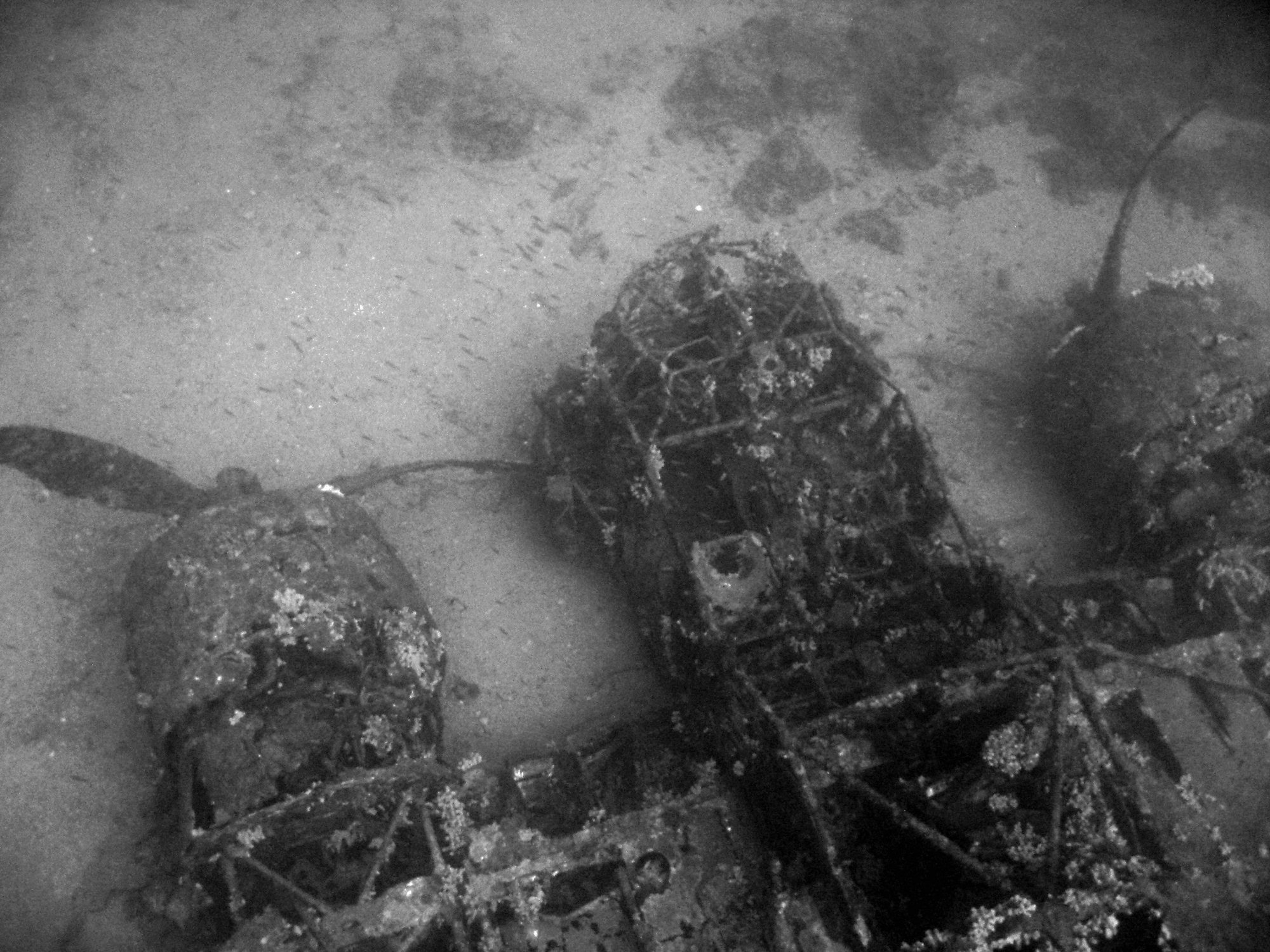
Wrak van een B.R.20 die bij Santo Stefano al mare op de zeebodem rust.

Op het moment wordt er nergens in de wereld een B.R. 20 in een museum tentoongesteld. Eén bekend exemplaar is bereikbaar voor duikers, voor de kust bij het Italiaanse plaatsje Santo Stefano al Mare in de Italiaanse provincie Imperia. Het wrak in kwestie is dat van een B.R. 20 die op 13 juni 1940, op weg naar de thuisbasis, werd neergeschoten door een Franse Dewoitine D.520.
Waarschijnlijk is dit het enige nog bestaande exemplaar ter wereld. Het ligt momenteel op een diepte van 48 meter. De uniciteit van het toestel, alsmede de rijke flora en fauna rond het wrak, maken het een geliefde trekpleister voor scubaduikers.
Hoewel aangetast door de tijd en het zeewater, lijkt het toestel structureel nog redelijk in orde te zijn. Zo beschikt de B.R. 20 nog over haar motoren, propellers alsmede de mitrailleur van de staartschutter. De bedekking van de romp, die uit aluminium en doek bestond, is daarentegen grotendeels vergaan.